# Can Manel de la Vall
Can Manel de la Vall és una masia de Selvanera, al municipi de Torrefeta i Florejacs (Segarra), inclosa a l'Inventari del Patrimoni Arquitectònic de Catalunya.

## Descripció
Edifici de dos cossos, amb funció d'habitatge. Al primer cos, a la façana sud, hi ha una entrada amb llinda de pedra i, al pis següent, una porta balconera. A la seva dreta hi ha una finestra amb ampit. A la façana est hi ha una finestra al segon pis i una de petita a la golfa. La façana nord està coberta per l'altre cos. A la façana oest hi ha una entrada a la planta baixa, al pis següent, hi ha una petita finestra i al darrer una altra. Aquesta façana dona a un petit tancat, al que s'hi accedeix també per l'exterior. La coberta és de dos vessants (Nord-Sud), acabada en teula.
L'altre cos està adjunt a la façana nord de l'anterior edifici. A la façana est hi ha una entrada amb llinda de pedra i porta metàl·lica que dona al darrer pis. A la façana nord hi ha una finestra que dona al darrer pis. A la façana oest hi ha una entrada que dona a la planta baixa, i una finestra que dona al darrer pis. La coberta és d'un vessant, acabada en teula.
Davant de la façana oest d'aquest darrer edifici, hi ha un pati tancat, que originalment devia estar en part cobert, pels forats a la paret on es posaven les bigues. Té una entrada a l'oest.
Està situat al camí vell de Palou a Selvanera, a mà dreta del camí ja es veu.